# Municipio de Olive (condado de Meigs)
El municipio de Olive (en inglés: Olive Township) es un municipio ubicado en el condado de Meigs en el estado estadounidense de Ohio. En el año 2010 tenía una población de 1798 habitantes y una densidad poblacional de 17,5 personas por km².

## Geografía
El municipio de Olive se encuentra ubicado en las coordenadas 39°7′50″N 81°47′38″O / 39.13056, -81.79389. Según la Oficina del Censo de los Estados Unidos, el municipio tiene una superficie total de 102.75 km², de la cual 101,06 km² corresponden a tierra firme y (1,64 %) 1,69 km² es agua.

## Demografía
Según el censo de 2010, había 1798 personas residiendo en el municipio de Olive. La densidad de población era de 17,5 hab./km². De los 1798 habitantes, el municipio de Olive estaba compuesto por el 97,89 % blancos, el 0,11 % eran afroamericanos, el 0,22 % eran amerindios, el 0,28 % eran asiáticos, el 0,39 % eran de otras razas y el 1,11 % eran de una mezcla de razas. Del total de la población el 1,06 % eran hispanos o latinos de cualquier raza.